# 巨人九连霸
V9（巨人九連霸），V代表英文的victory(勝利)，日本人又稱之為V9時代，為讀賣巨人隊於1965年（昭和40年）至1973年（昭和48年）所締造的連續九年奪得日本職棒總冠軍的空前紀錄，也為近代日本棒球的風格帶來深遠的影響。此外，V9時代也正好與日本高度經濟成長的時期大致重疊。

## 概要
讀賣巨人隊於1961年正式由二戰前後的一代大打者川上哲治執掌兵符，當年馬上就讓巨人再次奪得日本職棒總冠軍。往後數年在川上哲治實行徹底的「管理野球」下，球隊紀律嚴明，另經由教練牧野茂率先引進了當時美國職棒大聯盟道奇隊的「道奇戰法」(一種重視速度與團隊合作的小球戰術)，戰術較當時其他的日職球隊更為先進。攻擊由王貞治與長島茂雄(ON砲)為主軸、輔以柴田勳與高田繁等人的速度破壞力。防守則以捕手森昌彥為中心，並陸續網羅了堀內恆夫與金田正一等不世出的強投，讓巨人隊終於得以在1965年開始踏上九連霸的偉大征途。

## 逐年戰績
1965年(V1)
- 球隊季賽戰績：91勝47敗2和 勝率.659

- 團隊打擊率：.246 團隊防禦率：2.54

- 總冠軍戰：巨人○ 4勝1敗 南海鷹●

1966年(V2)
- 球隊季賽戰績：89 勝 41 敗 4和 勝率.685

- 團隊打擊率：.243 團隊防禦率：2.24

- 總冠軍戰：巨人○ 4勝2敗 南海鷹●

1967年(V3)
- 球隊季賽戰績：86勝46敗4和 勝率.646

- 團隊打擊率：.265 團隊防禦率：2.87

- 總冠軍戰：巨人○ 4勝2敗 阪急勇士●

1968年(V4)
- 球隊季賽戰績：77勝53敗4和 勝率.592

- 團隊打擊率：.262 團隊防禦率：3.35

- 總冠軍戰：巨人○ 4勝2敗 阪急勇士●

1969年(V5)
- 球隊季賽戰績：73勝51敗6和 勝率.589

- 團隊打擊率：.263 團隊防禦率：3.30

- 總冠軍戰：巨人○ 4勝2敗 阪急勇士●

1970年(V6)
- 球隊季賽戰績：79勝47敗4和 勝率.627

- 團隊打擊率：.240 團隊防禦率：2.46

- 總冠軍戰：巨人○ 4勝1敗 羅德獵戶星●

1971年(V7)
- 球隊季賽戰績：70勝52敗8和 勝率.574

- 團隊打擊率：.253 團隊防禦率：2.94

- 總冠軍戰：巨人○ 4勝1敗 阪急勇士●

1972年(V8)
- 球隊季賽戰績：74勝54敗4和 勝率.587

- 團隊打擊率：.254 團隊防禦率：3.43

- 總冠軍戰：巨人○ 4勝1敗 阪急勇士●

1973年(V9)
- 球隊季賽戰績：66勝60敗4和 勝率.524

- 團隊打擊率：.253 團隊防禦率：3.25

- 總冠軍戰：巨人○ 4勝1敗 南海鷹●

## 主要成員
監督：川上哲治
總教練：牧野茂
投手教練：藤田元司
打擊教練：荒川博

主力野手與捕手：
1. 柴田勳（中）
2. 土井正三（二）
3. 王貞治（一）
4. 長島茂雄（三）
5. 末次利光（右）
6. 高田繁（左）
7. 黒江透修（遊）
8. 森昌彦（捕）
9. （投手）

板凳野手與捕手：
- - 須藤豊（二）
  - 廣岡達朗（遊）
  - 高倉照幸（左）
  - 國松彰（中）
  - 吉田孝司（捕）
  - 瀧安治（守備要員）
  - 上田武司（守備要員）
  - 森永勝也（代打）
  - 柳田俊郎（代打）

投手：
- - 堀內恆夫
  - 高橋一三
  - 金田正一
  - 城之内邦雄
  - 宮田征典
  - 關本四十四
  - 渡邊秀武
  - 小川邦和

## 相關漫畫刊物
- 巨人之星(1966年－1971年 原作・梶原一騎、漫畫・川崎のぼる）
- 魔投手(1971年－1974年 原作・梶原一騎、漫畫・井上コオ）
- アストロ球団（日语：アストロ球団）(1971年－1976年 原作・遠崎史朗（日语：遠崎史朗）、漫畫・中島德博)(2005年朝日電視台改編日劇，台灣翻為超能野球紅不讓（日语：アストロ球団 (テレビドラマ)）)